# Puerto Rawson
Puerto Rawson es una localidad-barrio concerniente el puerto marítimo de la ciudad de Rawson, en la provincia de Chubut, Argentina. Se encuentra en la ribera norte del Río Chubut.

## Historia
El 28 de julio de 1865, desembarcaron colonos del velero "mimosa" en proximidades de Puerto Madryn, trasladándose luego hacia el valle del río Chubut en búsqueda de agua dulce. El 15 de septiembre de 1865, fundaron la colonia Rawson, en un acto presidido por el comandante militar de Patagones —quien a su vez era el subdelegado marítimo—, el teniente coronel Julián Murga en nombre del gobierno Argentino.
Se desprende que la colonia Rawson habría quedado bajo la jurisdicción de la Comandancia de Patagones, incluyendo los aspectos de competencia de la Capitanía del puerto, hasta la designación de una autoridad nacional, sucediéndose distintos galeses en la representatividad de esa comunidad.
Por Decreto del 10 de diciembre de 1875 el Poder Ejecutivo Nacional nombró a D. Antonio Onetto como Comisario Nacional de la Colonia Chubut y a D. P. W. Berrewin como Ayudante. Don Antonio Onneto, era un Capitán Mercante de nacionalidad italiana que cursó estudios en el Real Colegio de Marina de Génova, tenía amplios conocimientos profesionales, geográficos, astronómicos y meteorológicos, razón por la que recibió instrucciones en Buenos Aires para proceder a relevar las condiciones de las vías navegables, puerto natural y meteorología de Rawson, algunos de ellos por parte de la capitanía central de puertos, Institución que seguramente lo habrá impuesto de los procedimientos operativos y administrativos a seguir en los distintos casos de respeto de la Policía de Seguridad de la Navegación y Portuaria, considerando que se trataba de la única autoridad argentina a constituirse en aquel punto, donde no existía una Dependencia de la Autoridad Marítima instalada. El cargo de Comisario Nacional y sus deberes y atribuciones surgen de las prescripciones de la ley N.º 817 de Inmigraciones y Colonización promulgada el 19 de octubre de 1876.
Sobre la base de los distintos informes producidos por Onetto y al incremento de la actividad marítima en el puerto de Rawson, las Autoridades Nacionales dispusieron establecer oficialmente una subdelegación Marítima en ese lugar con personal y medios de la capitana a través del decreto del 21 de enero de 1879 por el que se designa a su titular, D. Alejandro Vivanco, a su ayudante, D. Rodolfo Petit Murat, un guardián, un Timonel, ocho Marineros y fondos para alquiler de inmueble y gastos menores.
Desde aquella época en el muelle Juan Murray Thomas ubicado en la margen norte del Río Chubut, es el asiento tradicional de una flota pesquera denominada "Flota Amarilla" dedicadas a la pesca de la especie Merluza Común y Camarón, además últimamente se ha desarrollado la pesquería del langostino patagónico, con volúmenes de captura anuales sumamente fluctuantes.
En 2001 se iniciaron las obras denominadas “Remodelación de Puerto Rawson 1º Etapa”, consistió en la prolongación de la Escollera Sur, construcción de una nueva Escollera Norte, instalación de balizas en cada una de las escolleras y dragado del canal de acceso.	

En 2003 se finalizan las tareas que conforman la 1.ª etapa y se agrega al proyecto la construcción de un nuevo muelle de atraque. En 2004 se realiza el cercado perimetral del muelle de operaciones con alambrado olímpico y un único acceso ubicándose en el mismo dos barreras y a la derecha de ésta una casilla metálica de control.

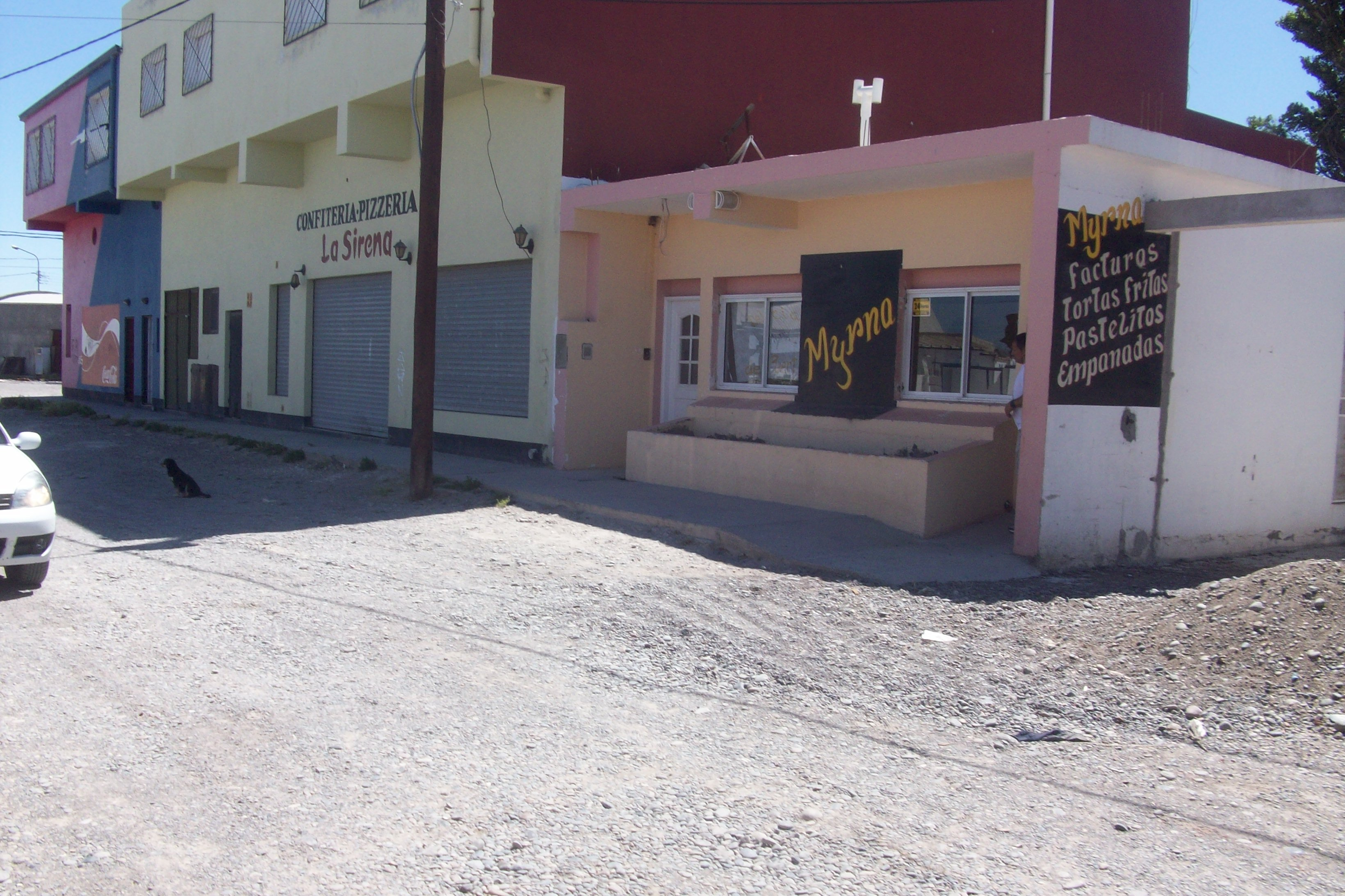
Vista de algunas construcciones de la localidad.

## Economía
Sus principales actividades económicas son la pesca y el turismo. Cuenta con una colonia de lobos marinos, cantinas y restaurantes con platos elaborados a base de mariscos y pescados. Hay empresas que ofrecen toures de avistaje de toninas overas y la pesca deportiva embarcada.

## Aglomerado
Pertenece al aglomerado Rawson que incluye 4 focos dispersos donde se concentra la población. Hasta el censo 2001 se reconocían 3 focos principales en el aglomerado, pero el 4.º: Playa Magagna, quedó fuera del aglomerado por estar a 12 km de distancia, pese a pertenecer al municipio. Caso análogo al de Astra (Chubut) con Comodoro Rivadavia en el mismo censo por una distancia de 20 km entre ambas poblaciones no fueron aglomeradas. Mientras que el Puerto y Playa Unión están a 6 km y 5 km respectivamente del centro del aglomerado de Rawson. Estos son los componentes del aglomerado:
- Rawson centro poblacional: 27.427 habitantes.

- Playa Unión: 9.921 habitantes.

- Puerto Rawson: 612 habitantes.

- Playa Magagna: 169 habitantes.

Actualmente, la localidad es llamada la pequeña ciudad por el desarrollo de la industria que genera, las fuentes laborales que se producen y el movimiento comercial que se dinamiza por la actividad —en especial— de las capturas del langostino, la merluza entre otros productos del mar. Sin embargo, continúa siendo citada como uno de los 3 puntos significativos de Rawson.Además, la proximidad con Playa Unión llevó a que ambas localidades fueran consideradas una desde 2010, no apareciendo más el Puerto entre las localidades del departamento.
Para el censo 2022 se distinguió de Playa Unión el área 10 especifica del puerto con 1053 habitantes y 462 hogares.

## Imágenes

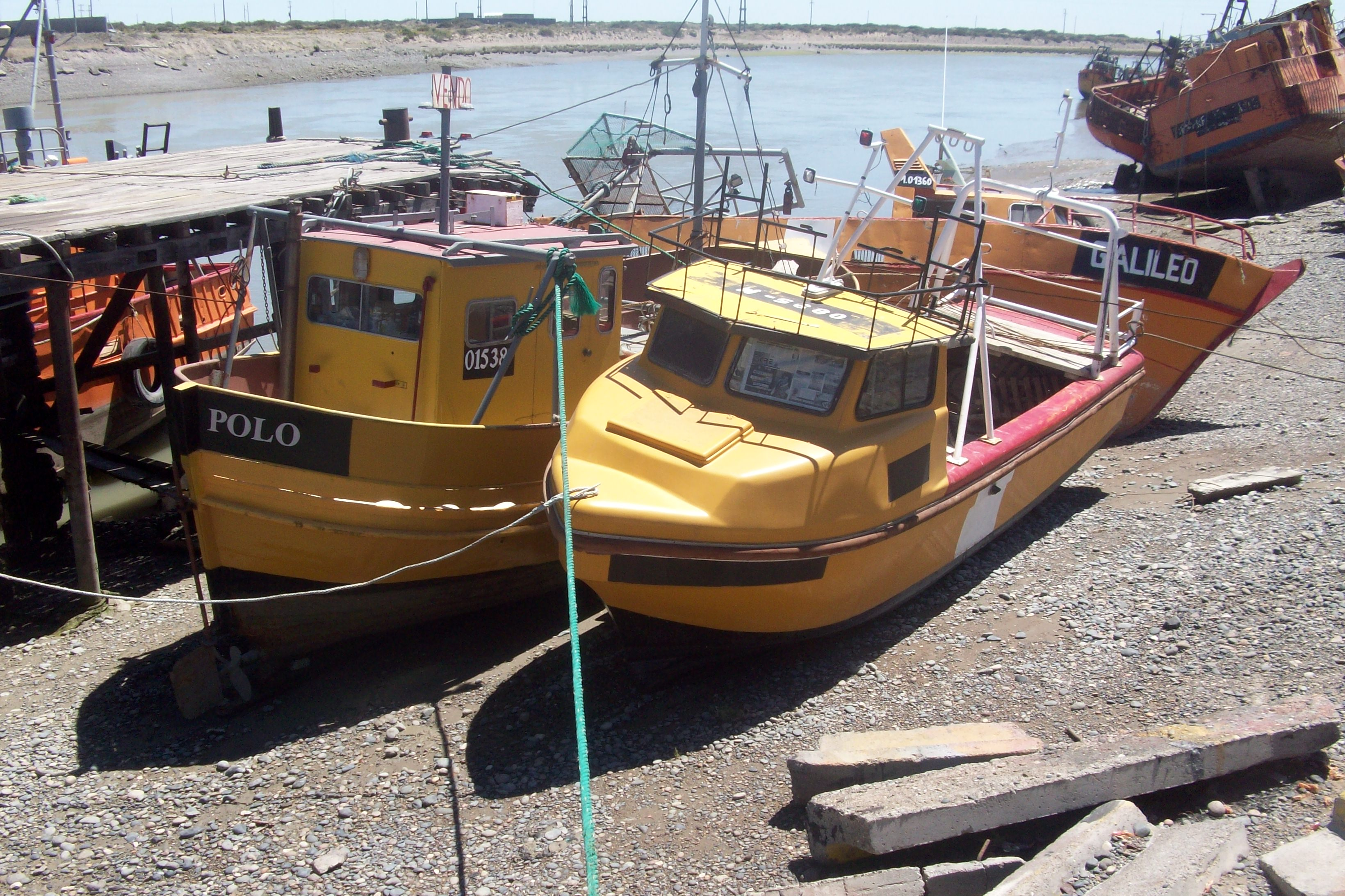
Barcos de Puerto Rawson
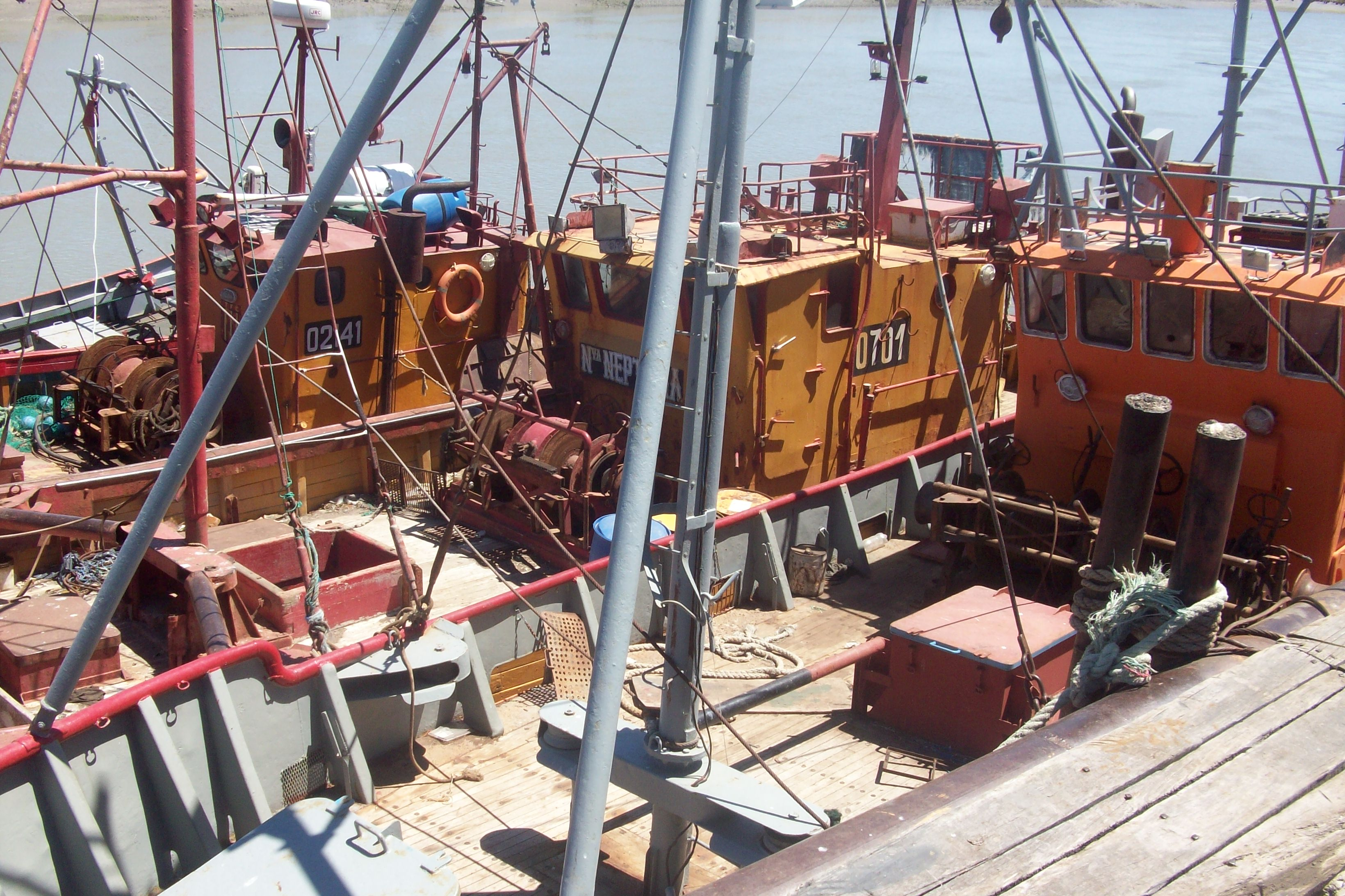
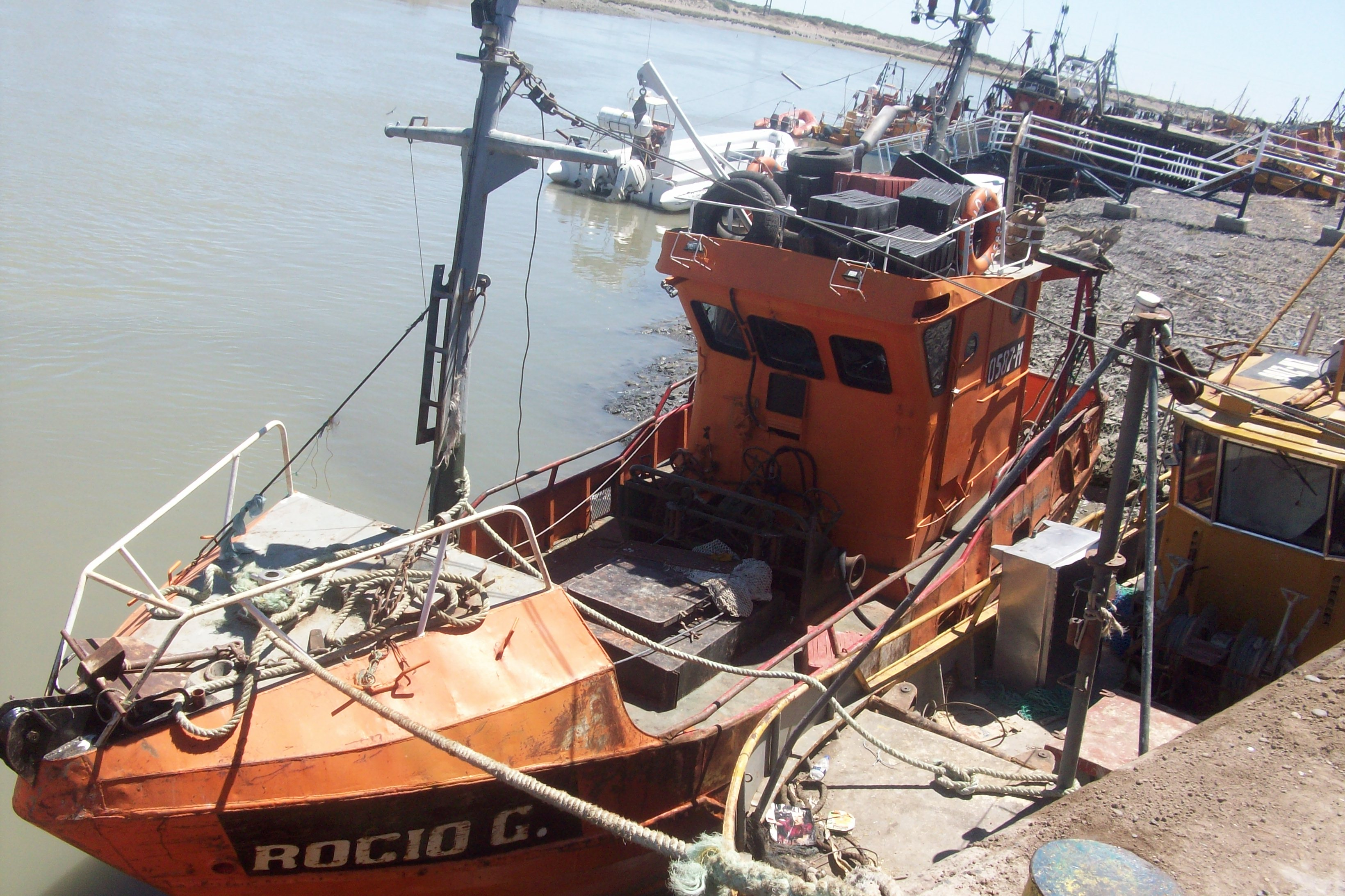
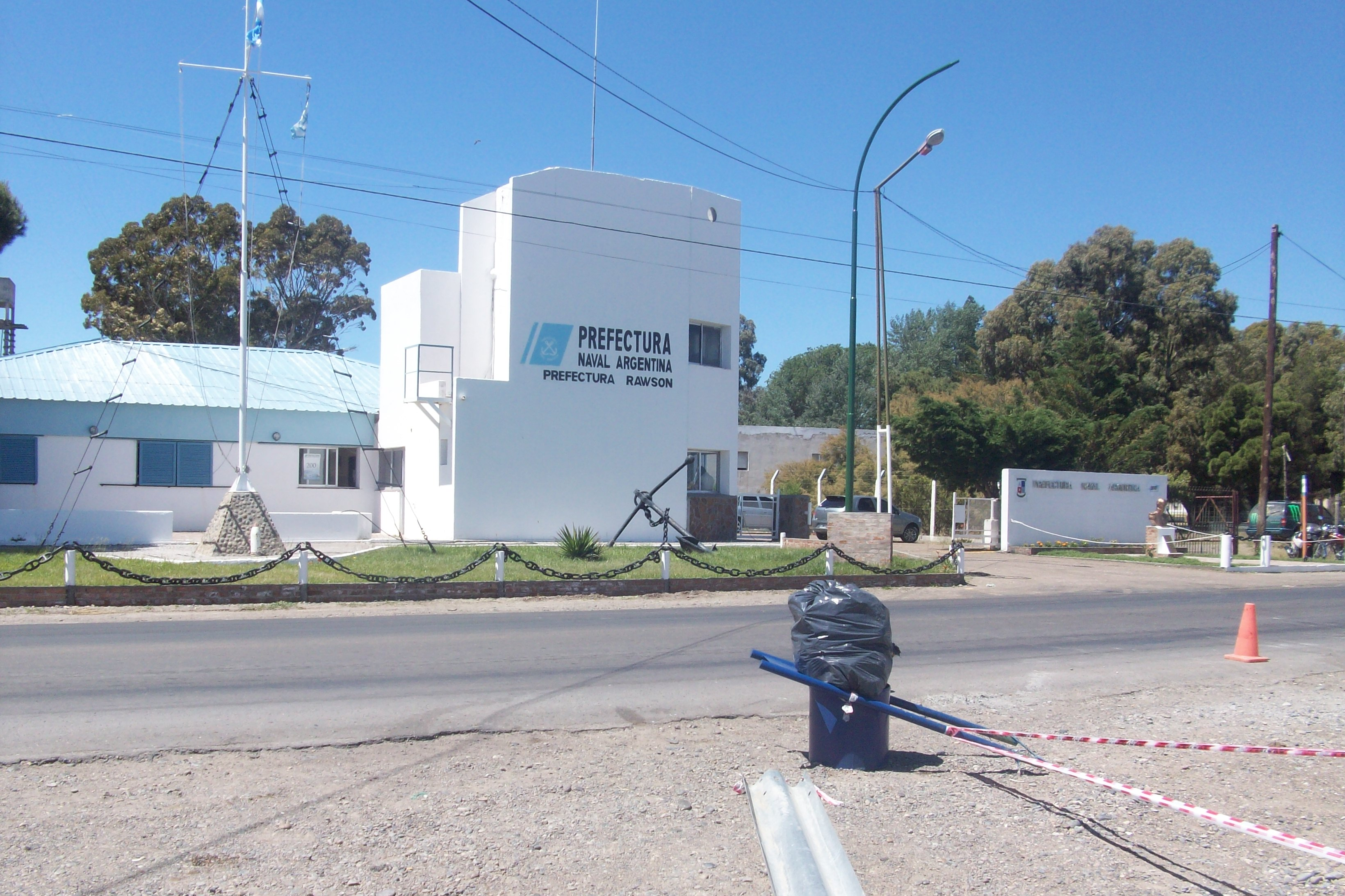
Destacamento local de Prefectura Naval Argentina